# 让·梅叶
让·梅叶（亦作，發音：[ʒɑ̃ melje]；1664年6月15日—1729年6月17日），法国天主教神父，生于法国香槟行省马泽尔尼村纺织工人家庭。童年接受教区神甫的初级教育,后在里姆宗教学校读书。梅叶曾写道:“我从来不是一个有宗教信念的人,可是在青年时代,父母希望看到我成为宗教人物。为了使父母喜欢,我轻率地同意做了教徒。”1687年他在宗教学校毕业后担任教职。他去世后人们发现他写了篇长篇哲学著作，宣扬无神论和唯物主义。让·梅叶称该作品为留给教区居民的“遗嘱”，他通过该文批评并谴责了所有宗教。

## 生平
他的父亲热拉尔·梅叶（Gérard Meslier）是羊毛所有者和制造商，母亲是桑福里埃娜·布雷迪（Symphorienne Braidy），他在教区的公立学校学习了几门课程，牧师发现他很有天赋，然后在兰斯神学院继续学习。1688年，他被任命为牧师，受到上级的高度尊重，他被任命为马恩河畔沙隆的圣埃蒂安大教堂的牧师，并于1689年1月7日被任命为他的家乡阿登的埃特雷皮尼和巴莱夫斯的牧师，直到去世。他的朋友是两位牧师，瓦里牧师和德拉沃，他们将他的尸体埋在教区的花园里，但没有在教区登记簿上登记死亡证明。
伏尔泰在写给拉伯雷XX王子的信中（Lettres à S.A. le Prince de *** sur Rabelais）给出的传记成分被许多错误所玷污，有必要等待莫里斯·多芒热（Maurice Dommanget）的第一部严肃传记。
根据伏尔泰的说法，他选择未达到法定年龄的女性，该行为令人震惊，并受到教会当局的谴责和惩罚。他与当地城堡主的争吵为他赢得了其他人的支持。事实上，让·梅叶对图伊利领主虐待教区农民感到愤怒，有一天他在真理讲坛上谴责了领主。在主教座的严厉谴责下，他被迫停止谈论，写下自己的遗书，并发表摘录。

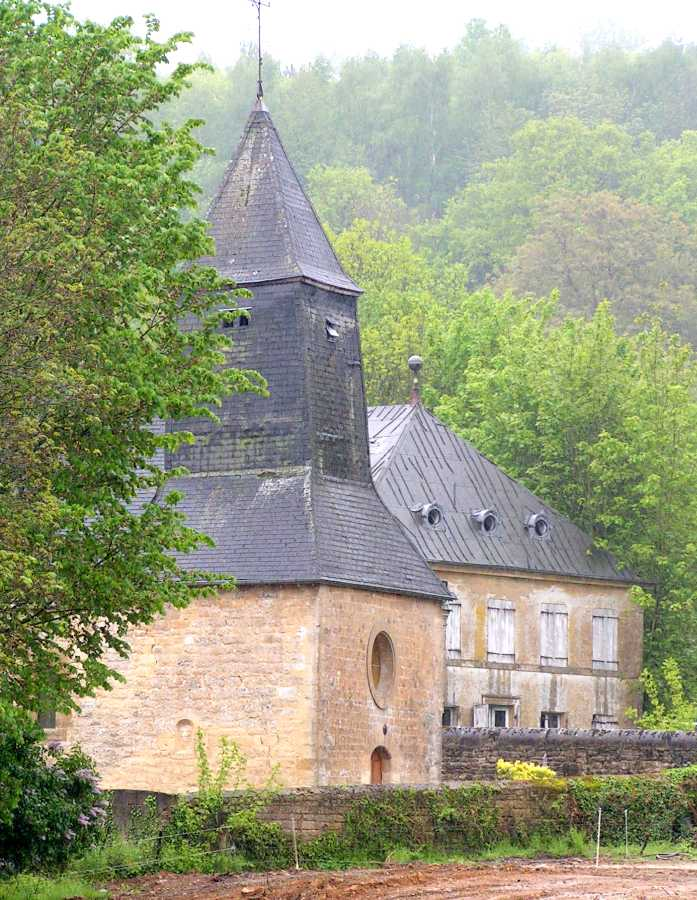
埃特雷皮尼教堂，让·梅叶在1689-1729年在这里担任了40年牧师

作为一个孤立的思想家，他有着无法交流的思想，他有一个图书馆，除了《圣经》之外，还包括教会的教父和议会的记录，还有拉丁作家，如蒂托·李维、塞内卡、塔西佗、弗拉维奥·约瑟夫斯，以及蒙田、瓦尼尼、拉布吕耶尔、拉博埃西、帕斯卡、马勒伯朗士、芬乃伦和贝尔的《历史与批判词典》。
根据蒙田的文章和芬乃伦的《上帝存在的证明》，他在空白处注释，他写下了自己的思想和感情，这是一本庞大的手写回忆录，复制成三份，每份三百六十六页，献给他的教区居民。

## 让·梅叶神父的遗嘱
在他去世六年后，尼古拉-克洛德·蒂耶里奥在1735年11月的一封信中告诉伏尔泰手稿的存在。手稿副本首先在巴黎的百科全书派中秘密流传。直到27年后，伏尔泰才在1762年出版了这部作品的节选，他根据自然神论的概念重写了其中的一些段落，称原作“以马车风格写成”。
另一方面，霍尔巴赫男爵出版了《让·梅叶牧师的常识和遗嘱》。鲁道夫·查尔斯·达尔布兰·范·吉森堡（Rudolf Charles d'Ablaing van Gissenburg，又名鲁道夫·查尔斯·梅耶尔）和荷兰唯物主义自由思想家于1864年出版了第一版，共三卷，每卷350页。
梅叶的思想预示着法国大革命，除此之外，还有乌托邦社会主义、唯物主义、共产主义和无政府主义。对雷吉斯·梅萨克来说，梅叶牧师是一位放荡主义的思想家，“哲学家的先驱，他们将大声宣布他们对进步的信仰，以及进步的必要性。”
这一哲学证明使他成为最前沿启蒙运动的先驱。根据米歇尔·翁弗雷的说法，他是第一个毫不妥协地宣称无神论的人，同时他发展了严格的唯物主义，并开创了无政府主义哲学和共产主义社会概念的基础，翁福雷引用他为第一位激进和毫不妥协的无神论哲学家（自然神论、不可知论）。
17世纪和18世纪是基督教信仰动荡的时期。但当时对基督教的各种批评在火力上无法与梅叶神父的宣言相媲美，后者将影响未来的无神论思想家。
因此，阿纳卡西斯·克洛茨（Anacharsis Cloots）向公会提交了为他称之为“无畏者”、“慷慨者”、“模范”的竖立雕像的计划，作为第一位“放弃宗教思想，撕开迷信面纱”的牧师。
同样，布尔什维克将他的名字刻在罗曼诺夫方尖碑上，这是莫斯科为罗曼诺夫家族修建的亚历山大公园纪念碑，并为现代社会主义先驱的荣耀而改造，是唯一纪念梅叶的公共纪念碑。《遗嘱》于1924年被翻译成俄语。

## 遗嘱中的评论
截止1729年6月，让·梅叶在埃特雷皮尼教区担任了40年的牧师，他去世时留下了一个信封，里面有两份文件，第一份是第二份文件的介绍：
我想我现在不必再费劲说出真相了。我不知道你会怎么想，你会怎么说，也不知道你会怎么说我，因为你把这样的想法放在我的脑海里，把这样的目的放在我心里。也许你会认为这个项目是我愚蠢和鲁莽的一个特征……
不可避免的是，这封信的序言引起了那些发现该文件的人的兴趣，人们可以很容易地想象，当从他的第二份文件中得知，担任教区负责人这个当了40年的牧师认为宗教只是一个错误时，他的信徒会有什么反应，他认为宗教充斥着谎言和欺骗，甚至邀请他的同僚放弃基督教……出乎意料的是，梅叶的文本在当时也是革命性的，因为其中提出的无神论建议没有隐藏在任何借口下。作者明确宣称自己是无神论者，并直接攻击基督教，从而避免对当时被正确或错误地称为无神论者的哲学文本采取通常的预防措施。梅叶的作品不仅仅是一个无神论论文的展示，梅斯利尔的作品不仅仅是一个无神论论文的展览，甚至是一个直接攻击信徒信仰的改宗作品：
仔细权衡信仰或不信仰的原因，你的宗教教给你什么，迫使你绝对相信什么。我相信，如果你遵循你头脑中的自然光，你至少会像我一样清楚地看到，世界上所有的宗教都只是人类的发明，你的宗教教给你的一切，迫使你相信，作为超自然和神圣的，基本上都是错误、谎言、幻觉和欺骗。
梅叶意识到自己生活的矛盾性质：为什么要等到死亡才宣布自己的无神论？他承认自己的恐惧，但仍然表现出无神论思想的真实性。他希望他的读者试图反驳他，如果他们不能，就同意他的观点。如果他们生前害怕采取这种立场，他们将不得不在死后这样做：
（干预）为了真理，甚至为了那些每天都在暴政和虚妄迷信的难以忍受的枷锁下呻吟的人民。如果你也不敢像我一样，在你的一生中公开宣布你自己反对世界上如此多可恨的错误和如此多邪恶的虐待，那么你至少现在必须保持沉默，至少在你生命的最后宣布自己支持真理。
梅斯利尔和圣像破坏者一样，反对圣像崇拜，并在教堂雕像和图像中展现圣像。他指责牧师和解经者在他们方便的时候解释《圣经》，通过恐惧来控制人民，并在大人物的虐待面前保持共谋沉默：
你真的很喜欢面团和面粉的小图像，你尊重木头和石膏的图像，以及金银的图像。先生们，你们有乐趣以比喻、寓言和神秘的方式解释你们称之为神圣的虚空经文；你给他们你想要的意义；你通过你为他们创造的那些美丽的所谓的精神和寓言意义，让他们说你想说的任何话，你影响他们去给他们，以便在那里找到，并在那里找到那些不存在的、从未存在过的所谓真理。你热身讨论关于足够和有效恩典的徒劳问题。此外，你诋毁可怜的人民，用永恒的地狱威胁他们，因为他们犯了罪，你对那些统治人民、掠夺人民、践踏人民、毁灭人民、压迫人民的人的公开盗窃和公然的不公正行为只字不提，他们是他们所遭受的一切罪恶和痛苦的根源。
因此，梅斯利尔的无神论在某种程度上是人道主义的，与自由主义者不同，它不是为了对抗基督教道德而建立的。对梅叶来说，牧师的角色仍然是教导：“这取决于你教导人们，不是在圣像崇拜的错误中，也不是在迷信的虚荣中，而是在真理和正义的科学中，以及在各种美德和良好道德的科学中；你们都为此付出了代价。”作为一个无神论者、唯物主义者和社会苦难的告密者，梅叶在他的一生中对宗教，特别是基督教进行了尖锐的攻击，但他只是在死前才采取这些立场。这封信的结尾是宣布存在一份存放在教区司法登记处的手稿，梅叶在三份手稿中详细阐述了他的论文，每份三百六十六页。仅这份手稿的标题就说明了梅叶想要解决的任务的规模：
纪念埃特雷皮尼和巴莱夫斯的牧师、教区牧师让·梅叶关于人类行为和政府中的一些错误和滥用的思想和感情，其中我们看到了世界上所有神和所有宗教的虚荣心和虚假的明确和明显的表现，在他死后向他的教区居民发表，并为他们和他们的所有同胞提供真理的见证。
梅叶的遗嘱分为八部分。每一个都旨在根据这一计划证明宗教的虚荣和虚假：
- 1. 它们（宗教）只是人类的发明。
- 2. 信仰，盲目的信仰，是错误、幻想和欺骗的原则。
- 3.“所谓的神的异象和启示”的虚假性。
- 4.“旧约预言的虚荣和虚假。”
- 5. 基督教教义和道德的错误。
- 6. 基督教允许强人的虐待和暴政。
- 7.“所谓神的存在”的虚假性。
- 8. 精神和灵魂不朽观念的谬误。

在这本巨著的主要论点中，有一个是在试图反驳上帝的存在。梅叶的第一个论点是缺席：一个想要被爱、崇拜和服务的神怎么能保持如此“谨慎”？难道它不应该作为一个确定和无可辩驳的证据呈现给我们吗？
如果真的有任何神性或无限完美的存在，希望被人类所爱和崇拜，那幺这个所谓的无限完美的人显然有责任，或者至少充分了解他希望被爱、崇拜和服务的所有人。
面对“谨慎”的性格，上帝的缺席，梅叶质疑自己。为什么上帝不让我们清楚而直接地知道他的意志，而不是让人们为他争吵，甚至为拜占庭的争吵互相残杀？对梅叶来说，要么上帝存在，嘲笑我们，让我们保持无知，要么上帝根本不存在。梅叶肯定会反对这样一种观点，即上帝通过世界的美丽、他的仆人的工作或通过他儿子耶稣基督或教会的教导向人类展示自己。对此，梅叶简单地回答说，这些迹象一点也不明显。此外，当时的神学家倾向于诉诸信仰主义来对抗他所认为的基督教信仰的悖论，这对他来说是一个严重的错误。他问，这个上帝是谁，他会强迫我们放弃理性，相信他？为了证明基督教信仰的合理性而忘记理性，难道不让位于所有的欺骗吗？
我们虔诚的‘基督信徒’在这里肯定会简单地说，他们的上帝主要希望通过信仰的黑暗之光，通过信仰而不是人类理性的清晰之光所设想的纯粹的爱和慈善动机，让自己为人所知、爱、崇拜和服务，以便正如他们所说，羞辱人的精神，混淆他的傲气。
“[宗教]希望人们绝对相信，而且仅仅相信他们所说的一切，不仅毫无疑问，而且不寻求，甚至不想知道原因，因为根据他们的说法，好奇地寻求原因将是一种厚颜无耻的鲁莽，是一种神圣的罪行。
对梅叶来说，一个完美的神不应该让自己变得遥不可及：
我首先想到的是这样一个存在，据说是如此美好、美丽、智慧、伟大、卓越、令人钦佩、完美和可爱，等等，如果真的有这样一个，它将在我们的眼睛和感觉中如此清晰和明显，没有人会怀疑它存在的真相。相反，有充分的理由相信并说它不存在。
梅叶提出了一个古老的邪恶问题，以质疑上帝的存在：一个完美的存在如何，尤其是为什么，创造一个邪恶、恶习、疾病、暴力等共存的不完美世界？大自然的奇迹？根据梅叶的说法，用废话描述了一个野生世界，其中一个人的生存只以牺牲另一个人的生命为代价。如果正如梅叶所认为的那样，邪恶仅仅是自然界的一个结构元素，对于遏制人类和动物的繁衍是不可或缺的，那么它在道德上是“邪恶的”吗？
梅叶还试图驳斥支持上帝存在的论点。首先，它提出了他们无法以任何确定的方式证明任何事情：例如，本体论证明的论点是基于对上帝的预先定义。梅斯利尔对上帝存在的“证据”的攻击是基于芬乃伦的一本书《上帝存在的证明》，他建议反驳这本书的论点。他对芬乃伦的一次反驳使他进入了一个正确的唯物主义世界观。芬乃伦提出了这样一个事实，即上帝是一个自我存在的存在（他是必要的，而不是偶然的），因此超越了存在的所有程度（他是完美的）。对梅叶来说，这一推理毫无价值：“存在本身就是它自己，不可能比它更存在，但这并不意味着它在本质上是无限完美的。“因此，必要的存在不一定是完美的，唯一必要的是物质。受笛卡尔的启发，梅叶也提出了永恒真理的存在，但这些真理并没有提到造物主上帝：它们与世界和物质一样，从永恒中存在。虽然梅叶没有质疑我思，但他将身体和思想本身作为物质的唯一果实：
我们看不见，感觉不到，当然，我们对自己没有任何不重要的了解。移开我们的眼睛！我们将看到什么？没什么。摘下我们的耳朵！我们会听到什么？没什么。放开我们的手！我们要碰什么？什么都没有，除非身体的其他部位非常不合适。去掉我们的头和大脑！我们会怎么想，我们会知道什么？没有。
对梅叶来说，没有物质，我们什么都不是，相信任何东西都可以存在于物质之外是没有意义的。对他来说，如果物质是永恒的，我们就不能证明创造是合理的。他反对那些支持从无到有创造的基督徒，并认为如果创造本身是时间的一部分，上帝就不能创造时间。他看不到一个人如何创造空间，也看不到上帝在创造空间之前在哪里，他自己创造时间所花费的时间等等。对梅叶来说，灵魂是物质和凡人的：
……我们所有的思想、知识、感知、欲望和意志都是我们灵魂的改变。我们还必须认识到，它受到各种各样的改变，这些改变是腐败的原则，因此它既不是廉洁的，也不是不朽的。
梅叶将感性经验作为形成正确思想的唯一标准，与“启示”的概念相反。梅叶首先攻击圣经著作，质疑其真实性和真实性（几个世纪以来可能的修改，各种证词之间的差异，以及证词本身的差异，揭示了作者的多样性）。他想知道马太、马可、路加和约翰的权威是基于什么，以及为什么伪经没有进入圣经正典。他将《旧约》和《新约》的著作描述为疯子的故事，并指出，对于每一个故事，今天去讲述它的人都会被视为疯子和异端者。他质疑在神圣文本中存在许多屠杀和牺牲的必要性。文本寓言意义的假设不能说服梅叶：
[……]他们随心所欲地锻造，或按自己的意愿锻造，所有这些美丽的所谓精神、寓言和神秘感，他们徒劳地维护和弥补穷人的无知。从这个意义上说，他们不再向我们提供和借记上帝的话语；但这只是他们自己的想法，他们自己的幻想，以及他们虚假想象的空洞想法；因此，他们不值得任何考虑或关注。
对他来说，看到文本中的承诺没有实现，保罗将是第一个使用寓言意义来维护基督教谎言的人：
我们的基督论者认为，想要从字面上理解所表达的上述承诺和预言是无知的，或者是粗鲁的，他们相信，他们是对他们的上帝的目的和意志的微妙和巧妙的解释者，离开了文字的字面和自然意义，给他们一种他们称之为神秘和精神的意义，他们称之为寓言、隐喻和拓扑。

如果我们想以寓言和比喻的方式解释著名的堂吉诃德·德·拉曼查的所有演讲、行动和冒险，如果我们想要超自然和神圣的智慧，我们会发现。
关于上帝与犹太人的盟约，他想知道：
因为我们现在甚至从未见过这一所谓盟约的任何痕迹，相反，我们清楚地看到，许多世纪以来，他们被排除在土地和国家的占有之外，他们声称自己是上帝应许给他们的，并被上帝赐给他们，并永远享受。
梅叶回顾了历史批评的规则，并邀请我们对基督教文本进行分析：
为了在我们所做的叙述中有一些确定性，我们必须知道：
- 1.那些被称为这类故事的第一作者的人是否是真正的作者；
- 2.这些作者是否是诚实可靠的人；
- 3.那些报告这些所谓奇迹的人是否仔细考虑了他们所报告事实的所有情况；
- 4.记录这些事实的旧书或故事是否没有像许多其他书籍一样，随着时间的推移而被伪造和损坏。

然后，梅叶牧师攻击耶稣的性格和心理健康。他没有质疑耶稣的历史存在，而是将他描述为“一个虚无的人，既没有天赋，也没有智慧，既没有知识，也没有技能，在世界上完全被鄙视；一个疯子，可怜的狂热者和一个不幸的吊坠。“对苦难的颂扬（但不是受虐狂），当耶稣将自己呈现为救世主时，一些人将被诅咒的事实（这是他们为基督徒拒绝上帝的自由的结果），耶稣承认来给我们的世界带来混乱，以及对梅叶宣布不存在的王国的承诺……都是他的一些指责。他认为基督的教义是愚蠢的，因为他要求不要关心世俗的事情（衣服、食物…），而是依靠天意：
看到人们相信这样的承诺肯定会很好！他们会变成什么样子？如果他们只有一两年没有工作，没有犁地？不播种？不收割，不做阁楼？以模仿天空中的鸟。然后，他们可能会成为奉献者，虔诚地寻求这个所谓的天国及其正义！天父会特别满足他们的需要吗？
对梅叶来说，耶稣的经历并没有改善我们的世界，邪恶和罪恶总是存在于基督徒和其他人身上，甚至变得更糟。
人们每天都变得越来越邪恶，世界上有大量的邪恶和不公正。我们甚至看不到，我们的基督徒能够以比地球上其他民族更健康、更聪明、更高尚，或在他们的礼节和道德上更受规范而自豪。
对梅叶来说，如果耶稣真的是上帝，他会使所有人身心健康、享受智慧和美德，并将所有恶习、罪恶和不公正从世界上驱逐出去——然而，梅叶认为它们只是结构元素。同样，如果耶稣真的通过他的牺牲拯救了所有人，并承担了世界上所有的罪，为什么基督教保留忏悔的使用？为什么还有该死的人？对基督徒来说，上帝尊重我们的自由和选择，不会违背他们的意愿去拯救那些拒绝他的存在的人。这一论点没有说服他。
我们还可以告诉他们，上帝是全能的，正如他们所认为的那样，是无限智慧的，他可以在不剥夺人类自由的情况下，引导和引导他们的心灵、思想和欲望、倾向和意志，使他们永远不想做任何错事或罪恶，因此他可以很容易地防止各种罪恶和罪恶，而不会剥夺或伤害自由。
人类被一个被认为是正义的神定罪，为只有两个人（亚当和夏娃）犯下的原罪买单，但这样的罪怎么能如此强烈地影响一个完美不变的神呢？除此之外，上帝还没有找到比让他的儿子被人杀死更有效的方法来消除原罪（显然，原罪并没有被消除，因为我们仍然承受着后果），也就是说，让人们犯下比咀嚼禁果更严重的罪。没有十字架，没有救赎，加略人犹大和本丢·彼拉多会成为人类的伟大救世主吗？如果每个人都爱并聆听耶稣，我们会失去救赎的机会吗？最后的悖论：
就好像有人说，一个无限智慧和无限善良的上帝会因为一件小事而冒犯人类，对他们大发雷霆，并仁慈地为所有罪行中最巨大的罪行与他们和解？他们犯下了可怕的杀神罪，把他亲爱的神圣儿子钉死在十字架上，残忍而可耻地死去？
对梅叶来说，接受基督教仍然是一个难以理解的谜：理智的人是如何坚持这些想法的？那么，这种奇怪的道德是什么呢？它将对邻居的爱与对痛苦和苦难的追求结合在一起，“宣称哭泣和受苦的人是有福的，将完美置于与自然需求相反的事物中，要求不抵抗恶人，而是让他们为所欲为？”根据梅叶的说法，这是荒谬的。那么说坏话呢？为什么上帝把它强加给善良和智慧的人？考验他们的耐心，净化他们，完善他们的美德，让他们在天堂更快乐？重新开始胡言乱语，梅斯利尔喊道。我们在谈论天国的什么权利？
（基督教徒）在那里见过吗？了解新闻？谁告诉他们是这样的？他们有什么经验？他们有什么证据？当然没有，如果不是他们声称从他们的信仰中得到的，那只是对他们看不见的东西的盲目信仰，没有人见过，也没有人会看到？
作为一名近四十年的忏悔者，梅叶开始怀疑人们是否仍然真正相信各种基督教的“胡言乱语”，或者他们是否也在表演喜剧，就像他一生中不敢公开自己的想法一样：
至于普通人，从他们的道德和行为中也可以清楚地看出，他们中的大多数人并不比我刚才提到的那些人更确信自己宗教的真理或它教给他们的东西，尽管他们经常这样做。而那些在人民中几乎没有智慧和常识的人，尽管他们不知道自己在人文学科中的地位，但他们只允许瞥见，甚至以某种方式感受到，他们希望在这个问题上增加的东西的虚荣心和虚假性，因此，这只是一种力量，违背他们自己的意愿，违背他们自己的启蒙，违背他们自己的理性，与他们自己的感觉相反，他们相信，或者更确切地说，他们努力相信别人告诉他们的。
梅叶已经预示了卡尔·马克思，后者同样指责教会支持暴政和剥削人民。教会不是为穷人辩护，而是为各种“寄生虫”祝福，这些“寄生虫”与穷人的工作联系在一起，以便更好地剥削他们：士兵、牧师、律师、警察、贵族……根据梅叶的说法，国王不承认神的权利，应该被暗杀，因为他将在神职人员的支持下统治这场暴政。梅叶希望他的信息将被听到、传播，人们将学会在没有宗教的情况下生活，无论后果如何：
在那之后，无论你想什么，判断什么，说什么，做什么，我都不会感到尴尬；让人们随心所欲地适应和统治，无论他们是聪明还是愚蠢，无论他们是善良还是邪恶，无论他们在我死后对我说什么，甚至做什么；我不太在乎：我几乎不再参与世界上正在发生的事情；我将要前往的死亡不再为任何事感到尴尬，他们不再干涉任何事，也不再关心任何事。因此，我将以虚无结束这一切，所以我只不过是一个虚无，很快我将一无是处。

## 影响
梅叶神父的文本被那些发现它们的人认为是危险的，在基督教对欧洲社会和文化保持相当强大的控制的时代，这种破坏圣像的文本将相对广泛地传播。文本的含义并不总是得到尊重，伏尔泰编辑了一份相当受欢迎的摘要，但被极大地稀释了；梅叶有意识和毫不妥协的唯物主义无神论已经转变为一种谨慎的自然神论信仰职业，在这种职业中，梅叶向上帝道歉，因为他在整个牧师生涯中都在为自己撒谎。无论如何，梅叶的思想，第一个真正无神论的现代文本，摆脱了围绕托马斯·霍布斯（Thomas Hobbes）等当时所谓无神论文本的通常的谨慎化描述，揭示了18世纪谨慎但真实的无神论思想的存在。狄德罗知道的《遗嘱》几乎是完整的形式，1772年写了一首诗《选举人》，这首诗于1796年出版，多次呼应了梅叶的话，特别是后者关于用女祭司的内脏绞死国王的反教士表达。
梅叶死前后的坦率，毫不犹豫地说，他的许多教区居民和牧师不再虔诚，并假装有信仰，向我们揭示了18世纪的人们在自由表达他们对上帝概念的深刻感情时所面临的困难。在本世纪，梅叶的坦率无神论将只知道很少有模仿者。然而，他的文本现在被视为系统和毫不妥协的无神论话语的开端，这种话语当然仍然包含在政治结构中，但其即将消失将允许出现和表达反对教会或本体论论点的系统无神论。
小行星7062是一颗以他的名字命名的小行星。

## 拒绝对动物的暴力行为
在伊莉莎白·德·丰特奈（Élisabeth de Fontenay）的《动物的沉默》（Le silence des bêtes）一书中:489-496，让·梅叶（Jean Meslier）被描述为指出了动物所遭受的不公正，并以18世纪最激烈的方式批评了人类对动物的暴力行为（事实上，他是一位早期的反物种主义者，波菲利、普鲁塔克和蒙田也是类似的观点:489）。梅叶拒绝将动物视为“机器”，而是希望生活而不受压迫的有感情的生物：
“像我们一样杀死、击倒和屠杀没有伤害的动物是残忍和野蛮的，因为它们和我们一样容易受到伤害和痛苦的影响，尽管我们的新笛卡尔主义者徒劳、错误和荒谬地说了这些话，他们将它们视为纯粹的机器，没有灵魂，没有感情。荒谬的观点、有害的格言和可憎的教义，因为它显然倾向于扼杀人们心中对这些可怜动物的任何善良、温柔和人性的感情。（……）毫无疑问，我们也必须相信，他们和我们一样对善与恶，即快乐与痛苦敏感，他们是我们的仆人，是我们生活和工作的忠实伴侣，因此我们必须温和对待他们。善待他们，同情他们的痛苦和痛苦的国族是有福的，但残酷对待他们，暴虐他们，喜欢流血，渴望吃他们的肉的国族是受诅咒的。:210-218

## 教理
1790年，出版了一本由西尔万·马雷夏尔撰写的《梅叶教区牧师教理》。

## 备注
1. ↑  吉尼库尔的牧师
2. ↑  或称拉沃（Laveaux）牧师，布尔济库尔牧师
3. ↑  妇女在40岁之前不得为牧师服务
4. ↑  他把以其他作家的名义出版他最激进的无神论作品作为自己的专长。
5. ↑  该草案已转交公共教育委员会：“因此，人们认识到，反对宗教的人理应得到人类的支持；正是出于这个原因，我要求在理性圣殿里为第一位可敬的牧师竖立一座雕像。只要任命他就足以从国民公会上获得一项有利的法令：他是无畏、慷慨、模范的让·梅叶，香槟州埃特雷皮尼的牧师，他的哲学遗嘱在索邦（Sorbonne）和所有基督教派别中带来了荒凉。这个诚实的人的记忆，在旧制度下被抹去，必须在自然制度下恢复。1793年11月17日。
6. ↑  罗兰·德斯内（Roland Desné）缓和了梅斯利尔的革命方面：“思想的革命，而不是气质和行动的革命。[……]如果呐喊确实是背叛者的呐喊，那么革命的前景仍然是开放的”[9]
7. ↑  在我看来，我更加不配滥用你的诚信，因此，我更加值得指责，这增加了我对我的事奉中这些仪式性、浮华的仪式和虚荣的职责的厌恶，以至于我已经一百次不由自主地感到愤怒，在这种情况下，我几乎无法隐藏我的怨恨，也无法在自己内心保留我的愤怒。然而，我确实设法留住了她；我将努力把她抱到我生命的尽头，不想在我的一生中让自己暴露在牧师的愤怒和暴君的残忍之下，他们似乎找不到足够严厉的折磨来惩罚这种所谓的鲁莽。[10]
8. ↑  1838年被罗马天主教会谴责的教义。
9. ↑  梅叶在这里指的是山上布道的一部分。见路加福音第12章第22-30节
10. ↑  梅叶的无神论和唯物主义信息在1864年由鲁道夫·夏尔（Rudolf Charles）出版之前一直被掩盖（见上文），他的言论之力在很长一段时间内被淡化：见安东尼·麦肯纳，《17世纪和18世纪的审查和秘密》，巴黎，巴黎索邦大学出版社，1998年，第133-134页。
11. ↑  “我们在这里看到，‘暴虐’一词使梅叶能够识别对人和动物的压迫，他所说的诅咒不仅与牺牲行为有关，而且与肉食有关——他多次提到这一主题——最后，笛卡尔主义被指控助长残酷。”-伊莉莎白·德·丰特奈，《动物的沉默》，第492页。